# Al-Ahli Saudi FC
Al-Ahli Saudi Football Club (arapski: النادي الأهلي السعودي) saudijski je nogometni klub iz Džede. Klub je osnovan 1937. godine i svoje utakmice igraju na stadionu Alinma, kojeg dijele sa dugogodišnjim gradskim rivalom Al-Ittihadom. Trenutačno se natječe u najvišem rangu saudijskog nogometa, Pro ligi. Al-Ahli je osvojio 52 službena prvenstva, treći najveći broj od svih klubova u Saudijskoj Arabiji.
Al-Ahli je bio jedan od četiri osnivača Saudijske profesionalne lige i nikada nije ispao iz najviše lige sve do sezone 2021./22. Ostala tri su Al-Hilal, Al-Ittihad i Al-Nassr. Al-Ahli drži rekord za najduži niz bez poraza u ligi s nizom od 51 utakmice bez poraza od 2014. do 2016. godine. Al-Ahli je bio prvi saudijski klub koji je osvojio ligu i Kraljevski kup u istoj sezoni, i to dva puta - 1978. i 2016. godine.

## Uspjesi

### Domaći
- Saudijska profesionalna liga
  - Prvak (3): 1977./78., 1983./84., 2015./16.
- Saudijska prva divizija
  - Prvak (1): 2022./23.
- Kraljevski kup
  - Osvajač (13): 1962., 1965., 1969., 1970., 1971., 1973., 1977., 1978., 1979., 1983., 2011., 2012., 2016.
- Prinčevski kup
  - Osvajač (6): 1957., 1970., 1998., 2002., 2006./07., 2014./15.
- Saudijski superkup
  - Osvajač (1): 2016.
- Savezni kup
  - Osvajač (3): 2001., 2002., 2007.
- General League Shield
  - Osvajač (1): 1968./69.

### Azijski
- AFC Liga prvaka
  - Osvajač (1): 2024./25.

### Internacionalni
- Arapska Liga prvaka
  - Osvajač (1): 2002./03.
- GCC Liga prvaka
  - Osvajač (3): 1985., 2002., 2008.
- Internacionalni prijateljski nogometni turnir
  - Osvajač (2): 2001., 2002.

## Poznati igrači
- Marko Marin, 2020. – 2021.
- Filip Bradarić, 2021. – 2022.
- M'Baye Niang, 2021.
- Paulinho, 2021.
- Roberto Firmino, 2023. – 2025.
- Roger Ibañez, 2023. – danas
- Riyad Mahrez, 2023. – danas
- Édouard Mendy, 2023. – danas
- Merih Demiral, 2023. – danas
- Franck Kessié, 2023. – danas
- Allan Saint-Maximin, 2023. – 2025.
- Ivan Toney, 2024. – danas

## Treneri kroz povijest
- Mohammed Amin Hilmi, 1937. – 1939., 1950. – 1951.
- Abdullah Abdul Majid, 1961. – 1965., 1969. – 1971., 1976. – 1977.
- Ahmed Saleh Al Yafei, 1961. – 1965., 1976. – 1977.
- Mr. Michael, 1967.
- Oscar Hold, 1967. – 1970.
- Hassan Sadaqa, 1970. – 1972.
- Taha Ismail, 1972. – 1976.
- Didi, 1978. – 1981.
- Jorge Vieira, 1980. – 1981.
- Carlos the Jackal, 1981. – 1982.
- Telê Santana, 1983. – 1985.
- Mahmoud El-Gohary, 1985., 1986. – 1988.
- Ahmed Bouajila, 1985. – 1986.
- Eckhard Krautzun, 1988. – 1989.
- Sebastião Lazaroni, 1989. – 1990.
- Zanata, 1990., 1997.
- Xanana, 1990. – 1991., 1998. – 1999., 2000. – 2001.
- Luiz Felipe Scolari, 1992. – 1993.
- Nabil Maaloul, 1994.
- Peter Shtoob, 1994.
- Ahmed Al-Saghir, 1994. – 1995.
- Márcio Máximo, 1995.
- Luís Antônio Zaluar, 1995. – 1996.
- Vantuir, 1996. – 1997.
- Cabralzinho, 1998.
- Amin Dabo, 1998. – 1999.
- Zanata, 1999. – 2000.
- Miguel Ángel López, 2000.
- Luka Peruzović, 2000. – 2002.
- Yousef Anbar (privremeni trener), 2002., 2005., 2007., 2008., 2022.
- Dimitri Davidovic, 2002. – 2003.
- Ilija Lukić, 2003., 2005.
- Pierre Lechantre, 2003.
- Valmir Louruz, 2003. – 2004.
- Geninho, 2004. – 2005.
- Nebojsa Vučković, 2005. – 2007., 2007. – 2008.
- Theo Bücker, 2007.
- Stoycho Mladenov, 2008. – 2009.
- Gustavo Alfaro, 2009.
- Alan Guido (privremeni trener), 2009.
- Sérgio Farias, 2009. – 2010.
- Trond Sollied, 2010.
- Khaled Badra (privremeni trener) , 2010.
- Milovan Rajevac, 2010. – 2011.
- Aleksandar Ilić, 2011., 2013.
- Karel Jarolím, 2011. – 2013.
- Vítor Pereira, 2013. – 2014.
- Christian Gross, 2014. – 2016.
- José Manuel Gomes, 2016.
- Christian Gross, 2016. – 2017.
- Serhiy Rebrov, 2017. – 2018.
- Fathi Al-Jabal, 2018.
- Pablo Guede, 2018. – 2019.
- Jorge Fossati, 2019.
- Yousef Anbar, 2019.
- Branko Ivanković, 2019.
- Saleh Al-Mohammadi (privremeni trener), 2019.
- Christian Gross, 2019. – 2020.
- Mazen Bahkali (privremeni trener), 2020.
- Vladan Milojević, 2020. – 2021.
- Faiçal Gormi (privremeni trener), 2021.
- Laurențiu Reghecampf, 2021.
- Besnik Hasi, 2021. – 2022.
- Robert Siboldi, 2022.
- Pitso Mosimane, 2022. – 2023.
- Matthias Jaissle, 2023. – danas

## Vanjske poveznice
- Službena web-stranica